# Monica Keena
Monica Keena (Brooklyn, New York, 1979. május 28. –) amerikai színésznő.

## Élete és pályafutása
Már kora gyermekkorában érdekelte a tánc, éneklés, színjátszás és a rajzolás. 13 évesen beiratkozott a rangos LaGuardia iskolába, 15 éves korában kapta első kis filmszerepét, melyet egy sor tv-film szerep követett, mint például: Célpontban, Az elnök Lanya (1999), Oksana Baiul története (1994). 1998-ban a Világbank, Dawson és a Haverok (1998), az igazmondás, Abby Morgan, Freddy és Jason (2003), Fel a fejjel, Szédült rohanás (2006) című filmekben.

## Főbb szerepei
- 40 nap és éjjel  - Tessa
- Démonok éjszakája (2010) - Maddie
- Brooklyn arcai (2008) - Gina Abruzzi
- Brooklyn törvényei (2007) - Amy
- Szédült rohanás (2006) - Petunia
- Vén csajok klubja (2005) - Brooke
- Szemtelen szemtanúk (2005) - Evie
- Célpontban az elnök lánya (1999) - Jess Hayes
- Lázadj! (1998) - Tinka Parker
- Az ördög ügyvédje (1997) - Allesandra
- Hófehérke - A terror meséje (1997) - Lilli Hoffman
- Aludj csak, én álmodom (1995) - Mary Callaghan
- Betartott ígéret: Oksana Baiul története (1994) - Oksana Baiul